# Djurgården Hockey 1924/1925
Seriespelet kunde inte slutföras på grund av den varma vintern. I mars blev det kallare och SM-slutspelet kunde dra igång. Djurgården åkte ut i första omgången mot IFK Stockholm.

## Seriespelet
Referens:
| Datum           | Motståndare     | Resultat |
| --------------- | --------------- | -------- |
| 29 januari 1925 | IF S:t Erik (h) | 2-0      |
| 3 februari 1925 | IK Göta (b)     | 1-3      |
| 5 februari 1925 | Nacka SK (b)    | 0-3      |

## Tabellen
Referens:
|   | Klass I 1924/1925 | SM | V | O | F | GM | IM | P |
| - | ----------------- | -- | - | - | - | -- | -- | - |
| 1 | IK Göta           | 4  | 4 | 0 | 0 | 21 | 1  | 8 |
| 2 | Nacka SK          | 2  | 2 | 0 | 0 | 6  | 1  | 4 |
| 3 | IFK Stockholm     | 2  | 2 | 0 | 0 | 7  | 3  | 4 |
| 4 | Hammarby IF       | 1  | 1 | 0 | 0 | 6  | 2  | 2 |
| 5 | IF S:t Erik       | 3  | 1 | 0 | 2 | 6  | 7  | 2 |
| 6 | Djurgårdens IF    | 3  | 1 | 0 | 2 | 3  | 6  | 2 |
| 7 | IF Linnéa         | 2  | 0 | 0 | 2 | 1  | 6  | 0 |
| 8 | Tranebergs IF     | 3  | 0 | 0 | 3 | 4  | 16 | 0 |
| 9 | AIK               | 2  | 0 | 0 | 2 | 3  | 15 | 0 |

## Svenska mästerskapet
Referens:
| Omgång | Datum        | Motståndare       | Resultat |
| ------ | ------------ | ----------------- | -------- |
| Första | 10 mars 1925 | IFK Stockholm (b) | 2 - 4    |